# Heinrich Schlusnus
Heinrich Schlusnus (ur. 6 sierpnia 1888 w Braubach, zm. 18 czerwca 1952 we Frankfurcie nad Menem) – niemiecki śpiewak operowy, baryton.

## Życiorys
Początkowo pracował jako urzędnik na poczcie. Studia muzyczne odbył we Frankfurcie nad Menem i Berlinie. W 1912 roku wystąpił po raz pierwszy we Frankfurcie nad Menem jako śpiewak koncertowy, jako śpiewak operowy zadebiutował w 1915 roku w Hamburgu rolą Herolda w Lohengrinie. W latach 1915–1917 występował w Norymberdze, następnie do 1945 roku związany był na stałe z berlińską Staatsoper. W 1932 roku wystąpił jako Guy de Montfort w berlińskiej premierze Nieszporów sycylijskich. Gościnnie śpiewał w Chicago (1927) i Paryżu (1937). W 1933 roku wystąpił na festiwalu w Bayreuth, gdzie kreował rolę Amfortasa w Parsifalu. 
Zasłynął jako odtwórca partii barytonowych w operach Giuseppe Verdiego, a także jako interpretator niemieckich pieśni romantycznych (m.in. Franza Schuberta i Hugo Wolfa). Dokonał licznych nagrań płytowych dla wytwórni Polydor, Urania i Deutsche Grammophon.